# Trond Barthel
Trond Barthel (ur. 11 września 1970 w Gjøviku) – norweski lekkoatleta.
Reprezentował Norwegię na mistrzostwach świata i Europy.
Wielokrotny medalista mistrzostw Norwegii w skoku o tyczce – złoty z lat 1989-1999 i srebrny z 1988, 2001 i 2002. Reprezentował kluby Gjøvik FIK i IF Minerva.
Od 22 maja 1989 (5,06 m, Nadderud) do 21 lipca 1996 (5,72 m, Halmstad) wielokrotnie ustanawiał rekordy Norwegii w skoku o tyczce. Jego ostatni rekord jest aktualnym rekordem kraju. Do 8 lutego 2019 roku był halowym rekordzistą Norwegii w skoku o tyczce z wynikiem 5,71 m (Stange, 30 stycznia 1999).